# Déjà Vu (canção de Inna)
"Déjà Vu" é uma música do DJ romeno Bob Taylor (nome real: Bogdan Croitoru), com a participação da cantora romena Inna, tendo sido lançada no Verão de 2009 na Roménia. A música apareceu oficialmente no segundo álbum de Taylor, tendo sido também utilizada no álbum de estreia de Inna, Hot. A canção foi originalmente interpretada pela cantora romena estreante, Alessiia. Lançada como terceiro single do álbum Hot, alcançou o top 10 da tabela musical romena, com o 7º lugar como melhor posição.

## Tabelas musicais
| Tabela (2009/2010/2011)                 | Melhor posição |
| --------------------------------------- | -------------- |
| Áustria (Ö3 Austria Top 75)             | 25             |
| Bélgica (Ultratop 50 de Flandres)       | 15             |
| Bélgica (Ultratop 50 da Valônia)        | 10             |
| República Checa (Rádio Top 100)         | 16             |
| França (SNEP)                           | 6              |
| Hungria (Dance Top 40)                  | 12             |
| Latvia (European Hit Radio)             | 4              |
| Países Baixos (Dutch Top 40)            | 7              |
| Polónia (Dance Top 50)                  | 24             |
| Romania (Romanian Top 100)              | 7              |
| Eslováquia (Rádio Top 100)              | 72             |
| Espanha (PROMUSICAE)                    | 15             |
| Suíça (Schweizer Hitparade)             | 27             |
| UK Singles (The Official Chart Company) | 60             |
| Reino Unido (UK Dance Chart)            | 8              |

| Tabela (2010)                    | Posição |
| -------------------------------- | ------- |
| Belgian Singles Chart (Flandres) | 75      |
| Belgian Singles Chart (Valónia)  | 41      |
| French Singles Chart             | 99      |
| French Airplay Chart             | 72      |
| Netherlands (Dutch Top 40)       | 39      |
| European Hot 100 Singles         | 100     |